# Siliciumnitride
Siliciumnitride (Si3N4) is een chemische verbinding van silicium en stikstof. Het is een hard keramisch materiaal met een grote sterkte in een groot temperatuurbereik, een gemiddelde thermische geleidbaarheid, lage uitzettingscoëfficiënt, een tamelijk hoge elasticiteitsmodulus en een ongewoon hoge breukbestendigheid voor een keramisch materiaal. Deze ongebruikelijke combinatie van eigenschappen zorgt voor een uitstekende thermische schokbestendigheid, de mogelijkheid grote mechanische belasting te weerstaan en uitzonderlijke slijtvastheid. Siliciumnitride wordt voornamelijk toegepast in slijtagegevoelige hogetemperatuurssituaties, zoals gasturbines, motoronderdelen voor auto's, kogellagers en gereedschap voor metaalbewerking. Siliciumnitride lagers worden toegepast in de Space shuttles. Een dunne film siliciumnitride is een veel gebruikte isolatielaag in de op silicium gebaseerde elektronica en siliciumnitride cantilevers vormen de eigenlijke taster in atoomkrachtmicroscopen.

## Geschiedenis
Siliciumnitride werd voor het eerst gemaakt in 1857 door Deville en Wöhler, maar de commerciële productie gaat niet verder terug dan de jaren 50 van de 20e eeuw.
Siliciumnitride bleef lange tijd een chemische rariteit. Na bijna honderd jaar werden de eerste toepassingen voor het materiaal gevonden. Tussen 1948 en 1952 werden door de Carborundum Company in Niagara Falls, New York (USA) verschillende patenten aangevraagd met betrekking tot de productie en toepassingen van siliciumnitride. In 1958 was siliciumnitride commercieel in productie als thermokoppels, straalpijpen voor raketmotoren en houders voor het smelten van metalen. Brits werk aan siliciumnitride begon in 1953 met als doel onderdelen voor gasturbines te maken die bestand waren tegen hoge temperaturen. Deze studies resulteerden in chemisch gebonden siliciumnitride en heet geperst siliciumnitride. In 1971 sloot het Advanced Research Project Agency van het US Department of Defense een contract voor 17 miljoen dollar met Ford en Westinghouse voor de bouw van twee keramische gasturbines.
Hoewel de eigenschappen van siliciumnitride goed bekend waren duurde het tot de jaren 90 van de 20e eeuw voor de stof in de natuur gevonden werd als kleine insluitingen (ongeveer 2×0,5 micrometer groot) in meteorieten. Het mineraal heet nieriet naar een pionier op het gebied van de massaspectrometrie, Alfred O. C. Nier.

## Synthese
Siliciumnitride kan gemaakt worden door de directe reactie tussen silicium en stikstof bij temperaturen tussen 1300 en 1400 °C:
{\displaystyle {\ce {3 Si(s) + 2 N2(g) -> Si3N4(s)}}}
Via de diimidesynthese:
{\displaystyle {\ce {SiCl4(l) + 6 NH3(g) -> Si(NH)2(s) + 4 NH4Cl(s)}}}    bij 0 °C
{\displaystyle {\ce {3 Si(NH)2(s) -> Si3N4(s) + N2(g) + 3 H2(g)}}}    bij 1000 °C
of via de reductie van siliciumdioxide met behulp van koolstof in een stikstof-atmosfeer bij 1400 tot 1450 °C:
{\displaystyle {\ce {3 SiO2(s) + 6 C(s) + 2 N2(g) -> Si3N4(s) + 6 CO(g)}}}
De nitridatie van siliciumpoeder werd halverwege de 20e eeuw ontwikkeld na de "herontdekking" van siliciumnitride en was de eerste grootschalige methode voor de productie van het poeder. Echt zuiver waren de eerste hoeveelheden siliciumnitride niet omdat werd uitgegaan van niet al te zuiver silicium. Verontreiniging met silicaten en ijzer kwam regelmatig voor. Met behulp van de ontleding van diimide waren de verontreinigingen te omzeilen, maar ontstond een amorfe vorm van siliciumnitride, die nog verder behandeld moest worden onder stikstof bij 1400 tot 1500 °C om het om te zetten in een kristallijn poeder. Deze methode is nu de op een na belangrijkste productiewijze van siliciumnitride. De reductie met koolstof is de oudste methode voor de productie van siliciumnitride en was in 2009 de meest kosteneffectieve methode om industrieel siliciumnitride van hoge zuiverheid te verkrijgen.
Siliciumnitridefilms die geschikt zijn voor gebruik in de elektronica-industrie worden gevormd via chemical vapor deposition (CVD), of een van de varianten, zoals plasma-enhanced chemical vapor deposition (PECVD):
{\displaystyle {\ce {3 SiH4(g) + 4 NH3(g) -> Si3N4(s) + 12 H2(g)}}}
{\displaystyle {\ce {3 SiCl4(g) + 4 NH3(g) -> Si3N4(s) + 12 HCl(g)}}}
{\displaystyle {\ce {3 SiCl2H2(g) + 4 NH3(g) -> Si3N4(s) + 6 HCl(g) + 6 H2(g)}}}
Om een film van siliciumnitride op een halfgeleider, meestal silicium, te realiseren worden twee methoden gebruikt:
1. Lagedrukdampdepositie (LPCVD, uit het Engels: low pressure chemical vapor deposition) waarbij met een relatief hoge temperatuur gewerkt wordt. De opstelling kan zowel in een horizontale als verticale uitvoering voorkomen.[6]
2. Via PECVD (Ook uit het Engels: plasma-enhanced chemical vapor deposition) waarbij een relatief lage temperatuur en vacuüm gebruikt worden.

De kristalconstanten van siliciumnitride en silicium verschillen. Hierdoor kan spanning ontstaan. De grootte van de spanning hangt af van het gevolgde productieproces. Vooral als gebruikgemaakt wordt van PECVD kan door de juiste keuze van procesparameters de spanning gereduceerd worden.
Van siliciumnitride zijn ook nanodraden beschreven die bereid werden via de sol-gel methode waarbij eerst siliciumdioxide met koolstof reageert, gevolgd door de reactie met stikstof. Mogelijke reactiestappen zijn:
{\displaystyle {\ce {SiO2(s) + C(s) -> SiO(g) + CO(g)}}}    en
{\displaystyle {\ce {3 SiO(g) + 2 N2(g) + 3 CO(g) -> Si3N4(s) + 3 CO2(g)}}}    of
{\displaystyle {\ce {3 SiO(g) + 2 N2(g) + 3 C(s) -> Si3N4(s) + 3 CO(g)}}}

## Verwerking
Siliciumnitride is moeilijk te verwerken als bulkmateriaal: al bij 1850 °C, ruim onder het smeltpunt, valt de stof al uiteen in zijn elementen. Om die reden zijn de standaardtechnieken als heet isostatisch persen niet bruikbaar. De binding van siliciumnitridepoeder tot een groter geheel kan bereikt worden door bij lagere temperatuur "binders" toe te voegen. Een schonere manier om grotere voorwerpen te maken is gebruik te maken van spark plasma sintering waarbij het verhitten zeer snel gaat (enkele seconden) door gepulseerde stroom door het samengeperste poeder te leiden. Bij temperaturen tussen 1500–1700 °C zijn op deze wijze voorwerpen van compact siliciumnitride gemaakt.

## Kristalstructuur en eigenschappen
| Blauw aangegeven atomen zijn stikstof, grijze silicium |                    |                 |
|                                                        |                    |                 |
| trigonaal α-Si3N4                                      | hexagonaal β-Si3N4 | kubisch γ-Si3N4 |

Er bestaan drie verschillende kristallografische vormen van siliciumnitride, (Si3N4), aangeduid met α, β en γ fase. De α en β fase komen het meest voor, en kunnen gemaakt worden onder normale condities van temperatuur en druk. De γ fase phase kan alleen bereid worden onder hoge temperatuur en hoge druk en heeft een hardheid van 35 GPa.

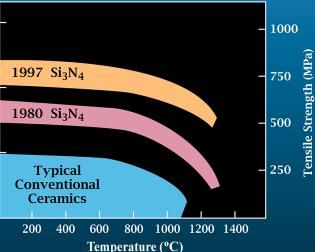

α- en β-Si3N4 hebben respectievelijk een trigonale en een hexagonale structuur, opgebouwd uit tetrahedrische eenheden SiN4 die hoekpunten met elkaar delen. De kristallen kunnen beschreven worden als lagen silicium en stikstof in de volgorde ABAB... in β-Si3N4 of ABCDABCD... in α-Si3N4. De AB-laag is dezelfde in de α- en de β-fase, de CD-laag in de α-fase vertoont een c-glijvlak ten opzichte van de AB-laag. De Si3N4 tetrahedra in β-Si3N4 zijn zodanig met elkaar verbonden dat tunnels ontstaan, parallel aan de c-as in de eenheidscel. Ten gevolge van de c-verschuiving tussen de AB- en CD-vlakken, bevat de α-structuur holtes in plaats van tunnels. De cubisch γ-Si3N4 wordt in de literatuur ook vaak als c modificatie beschreven in analogie met de cubische modificatie van boornitride (c-BN). Het heeft een spinel-type structuur waarin twee silicium-atomen octahedrisch met zes stikstofatomen coördineren, en één silicium-atoom voor stikstofatomen tetraëdrisch coördineert.
De grotere stapelingslengte van de α-vorm resulteert in een grotere hardheid ervan ten opzichte van de β-vorm. De α-vorm is echter instabiel ten opzichte van de β-vorm. Bij hoge temperatuur, als ook een vloeibare fase aanwezig is, wordt de α-vorm altijd omgezet in de β-vorm. Dientengevolge komt in technisch keramiek het meest de β-vorm voor.

## Toepassingen
In zijn algemeenheid geldt dat de toepassing van siliciumnitride niet bepaald wordt door de technische mogelijkheden van het materiaal, maar door de kosten van de productie. De productiekosten worden langzaam lager, het aantal toepassingen groeit langzaam.

### Auto-industrie
Een van de grootste toepassingsterreinen van gesinterd siliciumnitride is de auto-industrie, waar het materiaal wordt toegepast voor onderdelen van motoren. In dieselmotoren worden siliciumnitride gloeipluggen gebruikt om sneller te kunnen starten, voorverbrandingskamers (of swirl kamers) waardoor een lagere emissie, een snellere start en een geluidsreductie worden gerealiseerd. In benzinemotoren worden de tuimelaar (minder slijtage), de turbocharger en uitlaatkleppen (hoger acceleratievermogen) van siliciumnitride gemaakt. Een indicatie voor de grootte-orde van de productie vormen de jaarlijks geproduceerde 300.000 gesinterde siliciumnitride turbochargers.

### Lagers

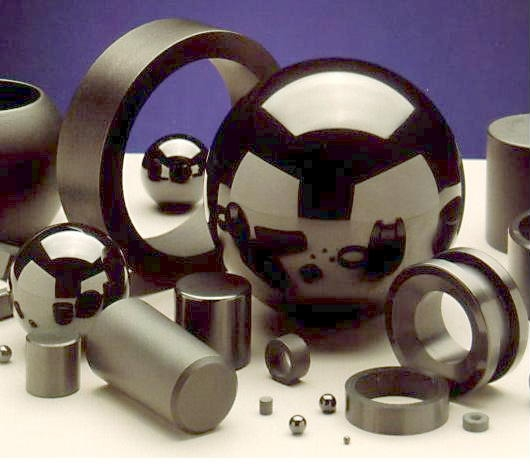
Si_{3}N_{4} kogellagers

Keramiek van siliciumnitride is, in vergelijking met andere keramische materialen goed bestand tegen schokken. Kogellagers van siliciumnitride worden dan ook toegepast wanneer hoge eisen aan lagers gesteld worden. Een goed voorbeeld hiervan is het gebruik van siliciumnitridelagers in de hoofdmotoren van de Spaceshuttle.
Kogellagers van siliciumnitride zijn harder dan metalen lagers. Het contact-oppervlak tussen de lagers en de kogels is daardoor kleiner, wat resulteert in een 80% kleinere wrijving, een 3 tot 10 keer zo lange levensduur, een 80% hogere snelheid, 60% minder gewicht, de mogelijkheid om ook bij (vrijwel) afwezigheid van smeermiddel (kogellagervet of smeerolie) te (blijven) werken, hogere corrosieweerstand en een hogere werktemperatuur in vergelijking met traditionele metalen kogellagers. Kogels van siliciumnitride wegen 79% minder dan dezelfde maat van wolfraamcarbide. De lagers worden gevonden bij motoren waaraan speciale eisen gesteld worden, industriële lagers, windturbines, in de motorsport, dure MTBs en racefietsen, rollerblades en skateboards. Siliciumnitridelagers zijn vooral toepasbaar op punten waar corrosie of elektrische of magnetische velden het gebruik van metalen lagers verhindert. Voorbeelden zijn meters voor getijdestromen, waar zeewater met metalen kan reageren, of scanners voor elektrische velden waarin we siliciumnitridelagers aantreffen.
Si3N4 werd als goed materiaal voor kogellagers al in 1972 erkend, maar het duurde bijna tot 1990 voordat met de eigenlijke productie begonnen werd, in verband met de kosten van het materiaal. Vanaf 1990 is de kostprijs van siliciumnitride aanzienlijk gedaald en de productie bijgevolg gestegen. Hoewel kogellagers van Si3N4 nog steeds 2 tot 5 keer duurder zijn dan de beste metalen lagers, hebben de superieure eigenschappen bijgedragen tot een snelle acceptatie van dit nadeel. Alleen al in de Verenigde Staten werden in 1996 ongeveer 15–20 miljoen kogels van Si3N4 geproduceerd. De jaarlijkse groei in de productie wordt op 40% geschat, maar zou snel kunnen stijgen als ook in consumentenproducten als in-line-skates of computerschijven voor keramische lagers gekozen werd. De voornaamste producenten van siliciumnitridekogels zijn Cerbec (Saint Gobain), Hoover Precision en ACER Racing.

### Materiaal voor hoge temperaturen

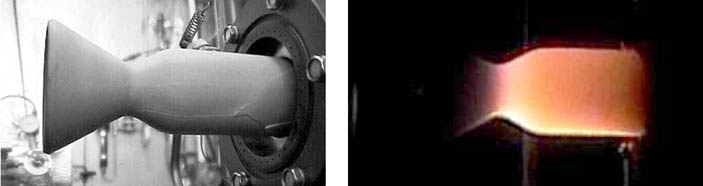
Silicon nitride thruster. Left: Mounted in test stand. Right: Being tested with H_{2}/O_{2} propellants

Siliciumnitride wordt al lange tijd toegepast in gevallen waarin hoge temperaturen een rol spelen. Het is een van de weinige keramische materialen die heel blijven onder de temperatuurbelasting, de temperatuurgradiënt en veranderingen van temperatuur die ontstaan in een waterstof/zuurstof raketmotor. Om de mogelijkheden in een complexe opstelling te testen en te demonstreren is door wetenschappers van NASA met behulp van "state of the art"-technologie een uit één stuk bestaande motoruitlaat, een nozzle, ter grootte van 2,5 cm gemaakt. De uitlaat is getest en overleefde 5 cycli van de motor starten met een waterstof/zuurstof-vlam, waaronder een van 5 minuten, waarbij de nozzle zelf een temperatuur bereikte van 1320 °C.

### Metaalbewerkingsgereedschap
De eerste echte toepassing voor Si3N4 werd gevonden in schuur- en snij-apparatuur.
Polijsten, kleiner maken en boren in metaal maken een groot deel uit van kosten van veel productieprocessen. Een schatting uit de jaren 70 van de 20e eeuw leidde tot bijna 2,7 miljoen metaalbewerkende machines in de VS met een gezamenlijk jaarlijks kostenplaatje van (toen!) $64 miljard.
Monolithisch siliciumnitride wordt dankzij de hardheid, thermische stabiliteit en weerstand tegen slijtage gebruikt voor snijdend gereedschap. Vooral voor de verwerking van gietijzer, waarbij het gereedschap ten opzichte van het werkstuk hoge snelheden kan hebben (en wrijving dus hoge temperaturen oplevert) is siliciumnitride een favoriet materiaal. De ook bij hoge temperaturen blijvende hardheid, breukweerstand en het bestand zijn tegen snelle temperatuurwisselingen, betekent dat siliciumnitride gebruikt kan worden bij het snijden van gietijzer, gehard staal en legeringen met nikkel waarbij de oppervlakken tot 25 keer sneller ten opzichte van elkaar bewegen dan met conventioneel gereedschap van bijvoorbeeld wolfraamcarbide mogelijk is. Het gebruik van gereedschap van Si3N4 heeft een groot effect gehad op het volume van industriële productie. De inzet van siliciumnitridegereedschap bij de verwerking van gietijzer maakt dat gereedschap 6 keer langer meegaat en reduceert de kosten met 50% in vergelijking met wolfraamcarbidegereedschap.

### Elektronica

Voorbeeld van local silicon oxidation via een Si_{3}N_{4}-masker

Siliciumnitride wordt vaak als isolator en chemische barrière gebruikt tijdens de fabricage van geïntegreerde schakelingen om componenten elektrisch van elkaar te scheiden (LOCOS) of als een etsmasker tijdens de productie. Als passieve laag is siliciumnitride beter dan siliciumdioxide, het is een betere diffusiebarrière tegen watermoleculen en natriumionen, de twee grootste bronnen van corrosie en instabiliteit in de micro-elektronica. Als diëlektricum tussen lagen kristallijn silicium in condensatoren in analoge chips voldoet siliciumnitride goed.

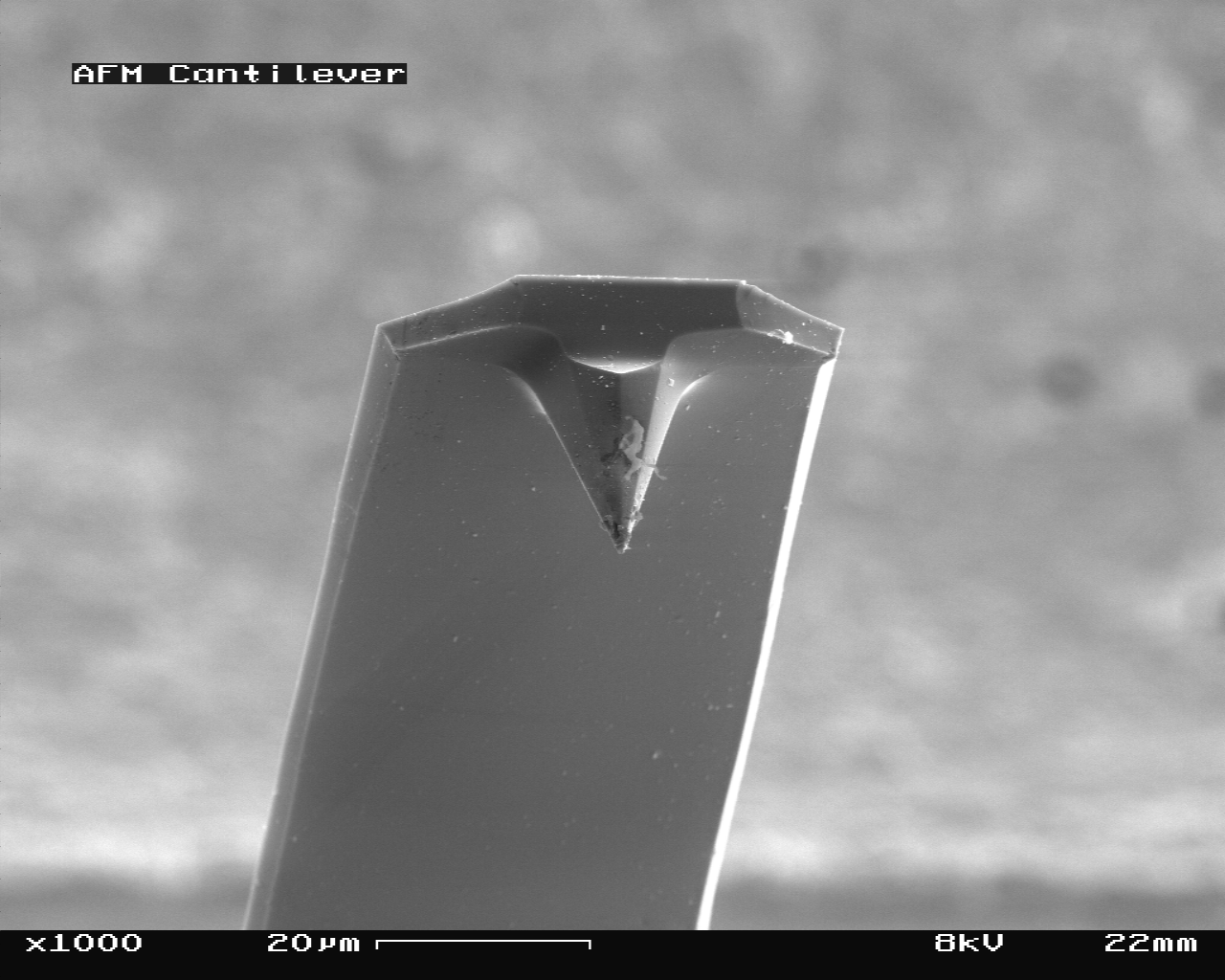
Si_{3}N_{4} cantilever used in atomic force microscopes

Als siliciumnitride via LPCVD gemaakt wordt kan het tot 8% waterstof bevatten. Bij lagen dikker dan 200 nm wordt LPCVD siliciumnitride gevoelig voor mechanische spanning. Desondanks heeft het een grotere soortelijke weerstand en diëlektrische sterkte dan de meeste isolatoren die beschikbaar zijn in de productie van micro-elektronica (1016 Ω•cm and 10 MV/cm, respectievelijk).
Naast siliciumnitride worden ook ternaire componenten van silicium, stikstof en waterstof (SiNxHy) gebruikt als (elektrisch) isolerende lagen. Via de plasmatechniek worden deze lagen neergeslagen volgens een van de volgende reacties:
{\displaystyle {\ce {2 SiH4(g) + N2(g) -> 2 SiNH(s) + 3 H2(g)}}}
{\displaystyle {\ce {SiH4(g) + NH3(g) -> SiNH(s) + 3 H2(g)}}}
Deze SiNH-films hebben weliswaar minder mechanische spanning, maar ook veel minder gunstige elektrische eigenschappen (soortelijke weerstand: 106 tot 1015 Ω•cm, diëlektrische sterkte 1 to 5 MV/cm).
Siliciumnitride wordt toegepast bij xerografie als een van de lagen van de fototrommel en in elektrische ontstekers voor gastoestellen ten behoeve van het huishouden. Vanwege de goede elastische eigenschappen is siliciumnitride, samen met silicium en siliciumoxide, een van de populairste materialen voor cantilevers — het meet-element in een atoomkrachtmicroscoop.